# Anticatholicisme

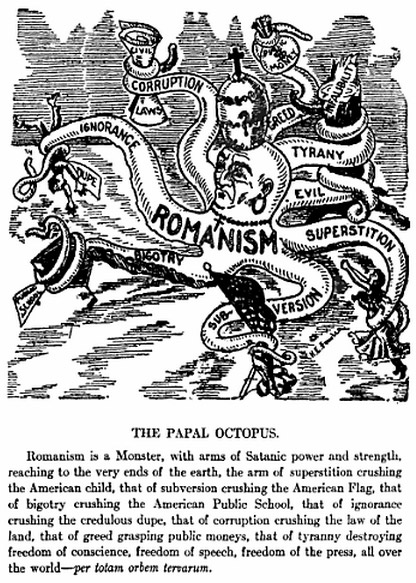
Caricature anticléricale, représentant l'Église catholique et le pape comme une pieuvre malfaisante (1913).

 (février 2022).
Motif : Article sans structure, non fondé sur des sources académiques et ne reposant que sur des articles de presses épars qui ne traitent aucun spécifiquement du sujet
L'anticatholicisme désigne la méfiance, la discrimination ou la répression de l'Église catholique, de ses représentants, de ses structures ou de ses fidèles.
L'anticatholicisme s'est particulièrement développé dans plusieurs pays protestants à partir de la Réforme. Dans ses formes les plus excessives, il peut conduire à des persécutions telles que celle perpétrée par le régime nazi en Pologne.

## Anticatholicisme dans les pays protestants

### Royaume-Uni
L'anticatholicisme au Royaume-Uni regroupe les lois discriminatoires, les persécutions, et plus généralement l'hostilité manifestée à l'encontre des catholiques et de leur religion en Angleterre et au Royaume-Uni, principalement depuis le schisme anglican sous Henri VIII en 1534.
L'anticatholicisme est institutionnalisé dans les textes officiels de la monarchie britannique, où les catholiques sont désignés sous le terme péjoratif de « papistes » et sont victimes de plusieurs discriminations majeures. L'acte d'établissement de 1701, toujours en vigueur aujourd'hui, interdit par exemple aux catholiques de gouverner le Royaume-Uni.

### Allemagne

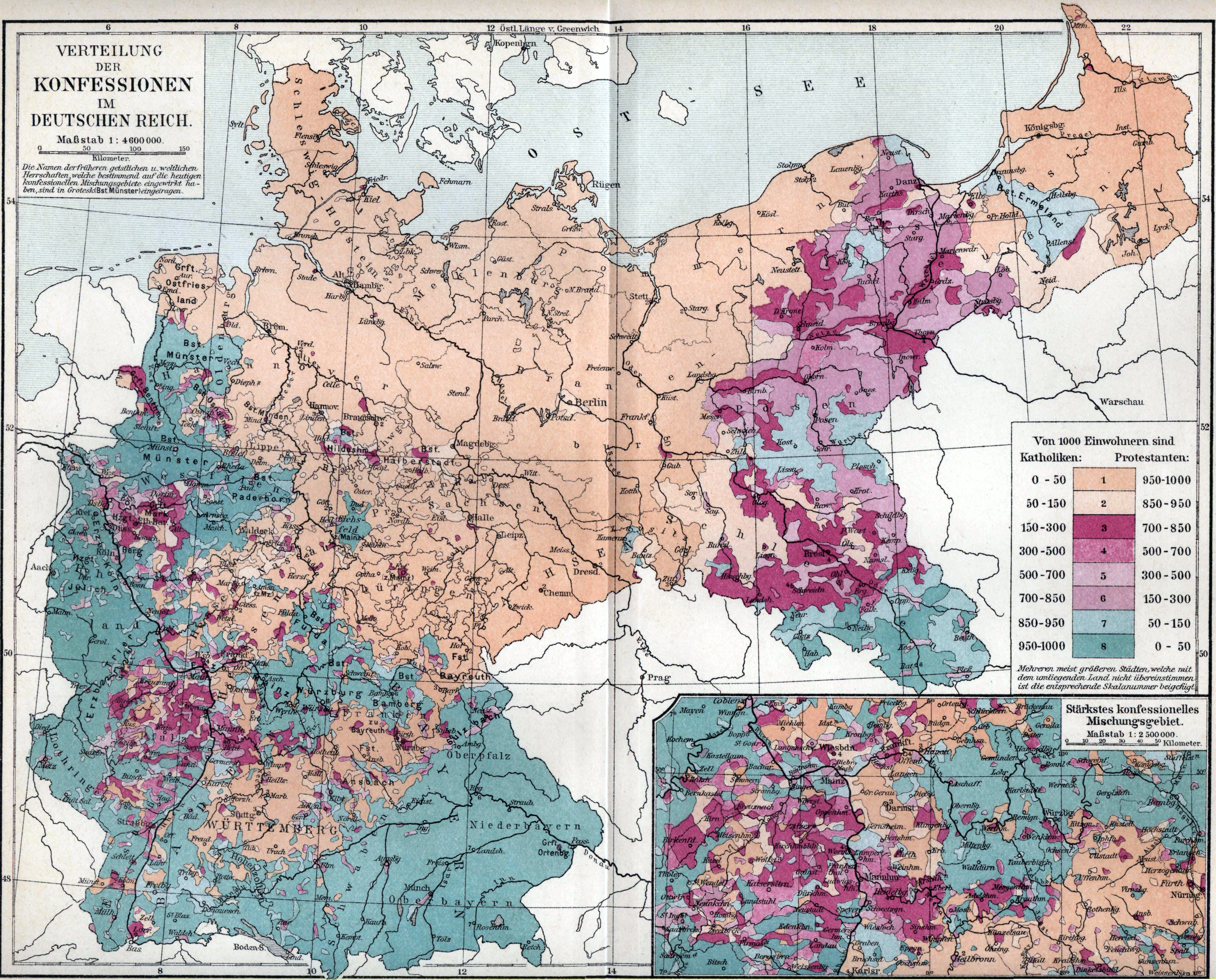
L'Empire allemand était composé de catholiques (en vert) et de protestants (en orange).

À partir des années 1860 se développe en Allemagne un mouvement très hostile au catholicisme, considéré comme inféodé à une puissance étrangère (Rome) et donc hostile à l'unification de la nation.
Après 1870, le Kulturkampf de Bismarck est son prolongement direct. Cette idéologie, qui exerce une grande influence sur les milieux pangermanistes, explique aussi en partie certains aspects du nazisme et de son anticatholicisme.
Dès 1871, Otto von Bismarck et son ministre des Cultes, Adalbert Falk, adoptent ainsi une série de textes dirigés contre les catholiques afin de leur faire accepter le primat du temporel sur le spirituel. Des moyens législatifs sans précédent sont employés pour lutter contre l'Église catholique afin de la soumettre au contrôle de l'État : interdiction aux prêtres de parler politique lors des prêches, interdiction des établissements jésuites, affectation administrative des ecclésiastiques, expulsion de tous les ordres religieux catholiques, confiscation de leurs biens, écoles et couvents, introduction du mariage civil. Des prêtres réfractaires sont déchus de leur nationalité, emprisonnés ou condamnés à des amendes. Ces méthodes brutales finissent par déplaire même aux alliés de Bismarck que sont les libéraux et les protestants.
Les mesures dirigées contre l’Église, les prêtres et leur influence contribuent également à souder les catholiques entre eux. Les catholiques lorrains, alsaciens et polonais qui cherchent à s'affranchir de la tutelle allemande et les catholiques bavarois et de la région de Cologne qui se méfient du monopole de la Prusse sur l’Empire allemand, font preuve d'unité et résistent. Rassemblés au sein d’un parti politique, le Zentrum, les catholiques acquièrent un poids politique considérable qui rend leur soutien indispensable.

### États-Unis

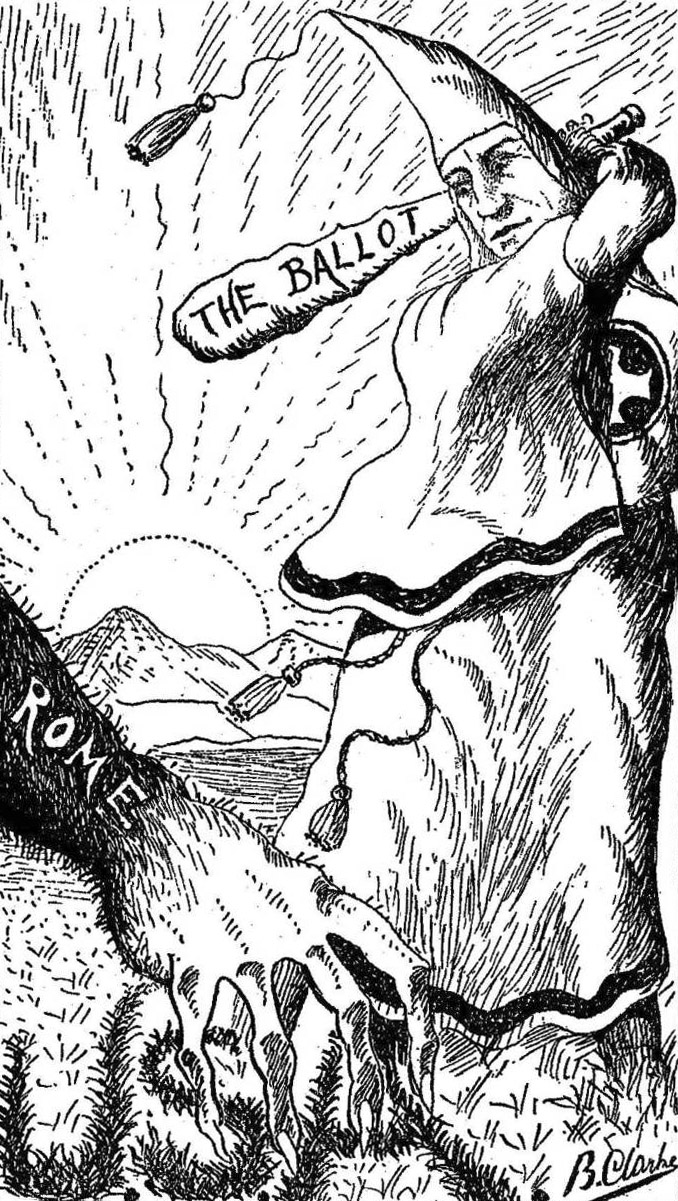
Caricature anticatholique du Ku Klux Klan.

L'anticatholicisme remonte à la fondation des colonies de la Nouvelle-Angleterre, la lutte contre le « papisme » étant particulièrement marquée dans leur pays d'origine.
C'est à partir de 1830 avec l'arrivée d'immigrés catholiques allemands et irlandais que les violences anticatholiques se multiplient. Des faux témoignages sur l'affaire Maria Monk accusent à partir de 1834 les catholiques d'esclavage sexuel et d'infanticide.
La mise en place d'un réseau d'éducation catholique est vue comme une menace, et des amendements Blaine sont mis en place par la plupart des États pour empêcher tout financement de ces écoles.
Le Ku Klux Klan, à l'origine mouvement suprémaciste blanc caractérisé par son racisme anti-noir, connait une deuxième vie dans les années 1920 et étend son idéologie, notamment vers l'anti-catholicisme. Se proclamant défenseur d'une Amérique blanche et protestante, il s'oppose à l'immigration aux États-Unis de populations irlandaises et d'Europe centrale et du Sud, notamment d'Italie. Ces immigrés catholiques sont perçus comme une menace pour l'identité protestante, ouest et nord-européenne du pays. Les papistes sont en outre suspectés d'obéir davantage au Pape qu'au gouvernement américain.
L'anticatholicisme diminue notamment au cours de la Seconde Guerre mondiale, laquelle rassemble les Américains.
Lorsque John Fitzgerald Kennedy souhaite se présenter à l'élection présidentielle américaine de 1960, il doit expliquer devant des pasteurs protestants être à la fois catholique et patriote. L'anticatholicisme diminue avec la présidence de Kennedy et au XXIe siècle, le démocrate Joe Biden est catholique, de même que plusieurs candidats républicains comme Jeb Bush, Rick Santorum ou Bobby Jindal sans que ce soit un handicap pour eux.

### Irlande
Les discriminations d'origine politique contre le catholicisme ont pris des formes diverses en Irlande. De nombreuses restrictions, frappant les catholiques, avaient été introduites par l'Act of Uniformity, le Test Act, et les Lois pénales. La nécessité d'abjurer l'autorité spirituelle et temporelle du pape, ainsi que la transsubstantiation, avait accablé lourdement les catholiques.
Les Irlandais catholiques ont été ainsi empêchés d'accéder aux Universités à la suite de ces lois. Mais après les premières étapes de l'émancipation catholique, les catholiques ont été autorisés à demander leur admission en 1793 à l'Université de Cambridge et à l'Université d'Oxford.
Le sentiment anticatholique est resté présent en Irlande sous domination britannique jusqu'à son indépendance en 1921.
Sur le plan politique, le découpage électoral a été conçu à l'avantage des protestants en Irlande du Nord. Les six comtés qui constituent l'Irlande du Nord sont découpés à sa fondation de manière à permettre la victoire des partis unionistes, même dans les zones où les catholiques sont majoritaires. Trois types d'élections avaient cours en Irlande du Nord avant les réformes des années 1970 : un système presque démocratique pour celles du Parlement du Royaume-Uni, un système censitaire pour les élections locales et un système où seuls avaient le droit de vote les propriétaires d'entreprise et leurs épouses pour celles du Parlement d'Irlande du Nord. Par exemple, à Derry, 10 000 catholiques ne sont représentés que par huit sièges au conseil municipal, tandis que 7 500 protestants en possèdent 12.

### Canada
L'Ordre d'Orange, antifrançais et anticatholique, a été actif au Canada mais a décliné à partir des années 1950 et 1960, et a perdu en activité au XXIe siècle,.

### Pays-Bas

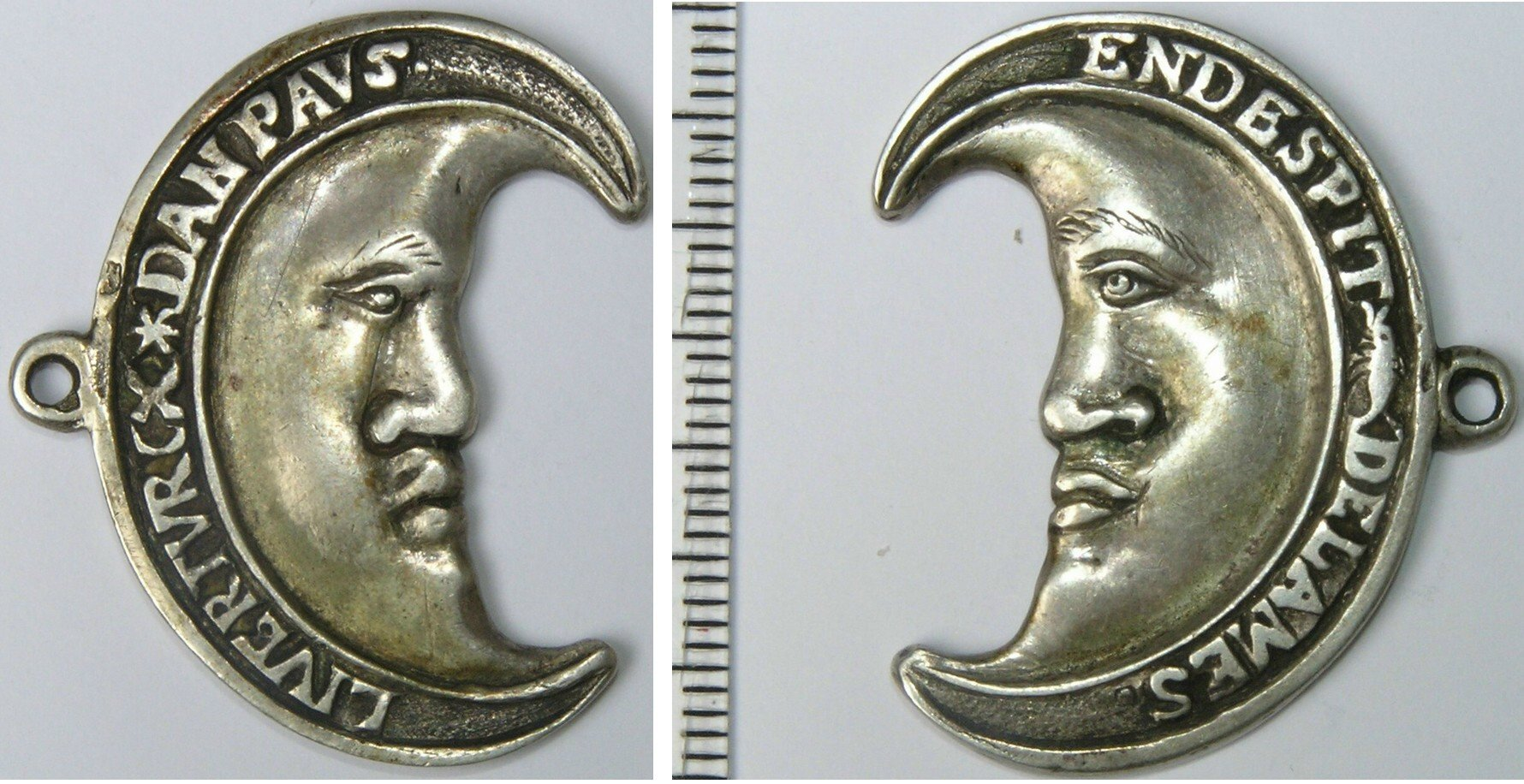
Médaille néerlandaise des Gueux de mer en forme de croissant de lune (v. 1570), dont l'inscription Liever Turks dan Paaps signifie : Plutôt turc que papiste.

La guerre de Quatre-Vingts Ans au cours de laquelle les Provinces-Unies calvinistes combattent pour leur indépendance face à l'Empire espagnol catholique voit l'interdiction du culte catholique et la confiscation des églises à partir de 1581.
L'an 1795 voit l'invasion française et la mise en place de la République batave qui rétablit la liberté de culte, mais se mêle de l'organisation épiscopale. Après le rattachement au Premier Empire français, l'Église est contrôlée directement par les autorités napoléoniennes.
Le royaume uni des Pays-Bas cherche à établir un concordat avec le Saint-Siège, mais cela échoue. Le clergé est espionné, les jésuites et les congrégations enseignantes ne sont plus tolérées. Les autorités tentent de mettre en place un système épiscopal indépendant de Rome, mais échouent. Le ressentiment catholique est une des causes de la révolution belge.
L'émancipation des catholiques date des années 1840 et 1850. Le rétablissement de la hiérarchie épiscopale aux Pays-Bas a lieu en 1853.

### Suisse
La Suisse a également connu un Kulturkampf. En 1841 des couvents sont fermés. En 1844-1845, plusieurs cantons lancent des attaques armées contre Lucerne qui avait autorisé les Jésuites. À la suite de la guerre du Sonderbund en 1848, les Jésuites sont interdits en Suisse. Ils ne seront de nouveau autorisés qu'en 1973. En 1873, 69 prêtres jurassiens sont expulsés, l'évêque Gaspard Mermillod est banni et le nonce apostolique renvoyé. En 1874 sont mis en place les Articles d'exception, qui interdisent la création d'ordres religieux ou de diocèses sans l'autorisation parlementaire.

## Anticatholicisme dans les pays communistes

### URSS

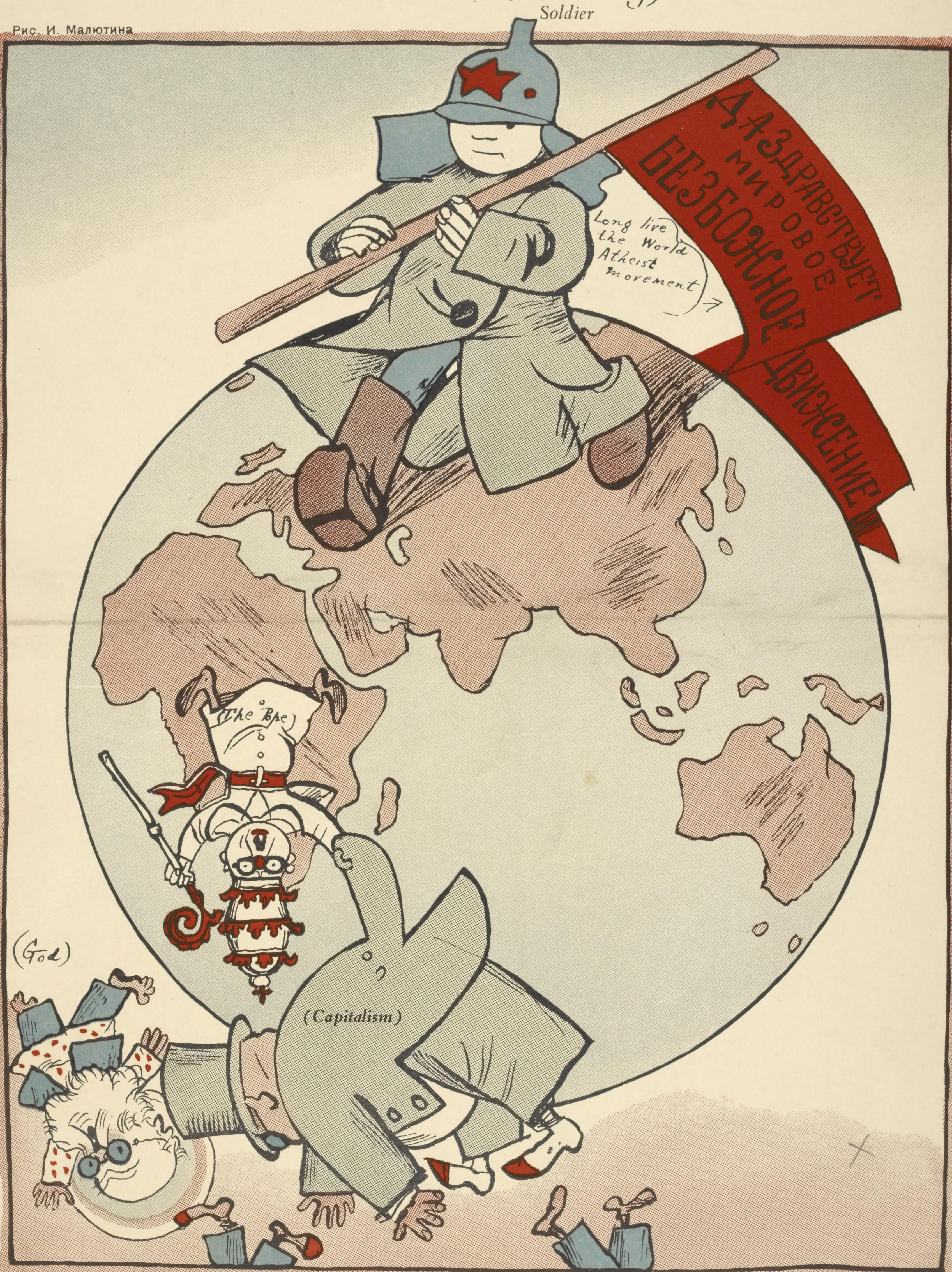
Caricature anticatholique soviétique : un soldat de l'Armée rouge chasse de la terre Dieu, le pape et le capitalisme.

Bien que très minoritaire, l'Église catholique fut persécutée, aux côtés des orthodoxes, en URSS.

### République populaire de Chine
Au XVIIIe, l'empereur Daoguang modifie une loi existante, rendant la propagation du catholicisme passible de mort. Pendant la Rébellion des Boxers, des missionnaires catholiques et leurs familles ont été assassinés par les rebelles Boxers.
Depuis la fondation de la République populaire de Chine, toutes les religions, y compris le catholicisme, ne fonctionnent que Association catholique patriotique chinoise Cependant, de nombreux catholiques n'acceptent pas le contrôle de l'État sur l'Église et, par conséquent, pratiquent leur culte dans la clandestinité. Il y a eu un certain rapprochement entre le gouvernement chinois et le Vatican.
En 2018, l'Associated Press a rapporté que la Chine sous Xi Jinping "mène la suppression systématique la plus sévère du christianisme dans le pays depuis que la liberté de religion a été inscrite dans la constitution chinoise en 1982", qui a impliqué " la destruction de croix, le brûlage de bibles, la fermeture d'églises et l'ordre donné aux fidèles de signer des papiers renonçant à leur foi ".
La Chine exige encore aujourd'hui des catholiques qu'ils abjurent l'autorité papale, et n'hésite pas à envoyer en prison ceux qui s'y refusent.

## Anticatholicisme dans les pays orthodoxes

### Grèce
En Grèce, en 1995, le catholicisme est considéré comme un « culte étranger » et subit l'ostracisme alors que l'Église orthodoxe en Grèce tient un rôle prépondérant, dans un pays où l'orthodoxie fait partie de l'identité grecque.

### Russie
Depuis la chute de l'URSS, l'Église orthodoxe russe joue un rôle important en Russie. Les catholiques, principalement issus de minorités ethniques comme les Allemands ou les Polonais, subissent des discriminations,. En 2017, les préjugés anticatholiques restent largement répandus en Russie.

### Ouvrages généralistes
- Philip Jenkins: The New Anti-Catholicism: The Last Acceptable Prejudice. Oxford University Press, New York 2004,  (ISBN 978-0-19-517604-9).
- Jeffrey Marlett: Anti-Catholicism. In Peter Knight (Hrsg.): Conspiracy Theories in American History: An Encyclopedia. ABC-CLIO, Santa Barbara (CA) 2003,  (ISBN 978-1-5760-7812-9)

### Anticatholicisme dans les pays anglophones
- Evan Haefeli (Hrsg.): Against Popery: Britain, Empire, and Anti-Catholicism. University of Virginia Press, Charlottesville 2020,  (ISBN 978-0-8139-4491-3).
- Claire Gheeraert-Graffeuille, Geraldine Vaughan (Hrsg.): Anti-Catholicism in Britain and Ireland, 1600–2000: Practices, Representations and Ideas. Springer International, Cham 2020,  (ISBN 978-3-030-42882-2).
- Maura Jane Farrelly: Anti-Catholicism in America, 1620-1860. Cambridge University Press, Cambridge 2018,  (ISBN 978-1-107-16450-5).
- Elizabeth Fenton: Religious Liberties: Anti-Catholicism and Liberal Democracy in Nineteenth-Century U.S. Literature and Culture. Oxford University Press, New York 2011,  (ISBN 978-0-19-538409-3).
- Anbinder; Tyler Nativism and Slavery: The Northern Know Nothings and the Politics of the 1850s 1992
- Bennett; David H. The Party of Fear: From Nativist Movements to the New Right in American History University of North Carolina Press, 1988
- Billingon, Ray. The Protestant Crusade, 1830-1860 (1938)
- Blanshard; Paul.American Freedom and Catholic Power Beacon Press, 1949
- Thomas M. Brown, "The Image of the Beast: Anti-Papal Rhetoric in Colonial America", in
- Richard O. Curry and Thomas M. Brown, eds., Conspiracy: The Fear of Subversion in American History (1972), 1-20.
- Steve Bruce, No Pope of Rome: Anti-Catholicism in Modern Scotland (Edinburgh, 1985).

Robin Clifton, "Popular Fear of Catholics during the English Revolution", Past and Present, 52 (1971), 23-55.
- Cogliano; Francis D. No King, No Popery: Anti-Catholicism in Revolutionary New England Greenwood Press, 1995
- Andrew M. Greeley, An Ugly Little Secret: Anti-Catholicism in North America 1977.
- Henry, David. "Senator John F. Kennedy Encounters the Religious Question: I Am Not the Catholic Candidate for President." Contemporary American Public Discourse. Ed. H. R. Ryan. Prospect Heights, IL: Waveland Press, Inc., 1992. 177-193.
- Jensen, Richard. "'No Irish Need Apply': A Myth of Victimization," Journal of Social History 36.2 (2002) 405-429, with illustrations
- Kenny; Stephen. "Prejudice That Rarely Utters Its Name: A Historiographical and Historical Reflection upon North American Anti-Catholicism." American Review of Canadian Studies. Volume: 32. Issue: 4. 2002. pp: 639+.
- J.R. Miller, "Anti-Catholic Thought in Victorian Canada" in Canadian Historical Review 65, no.4. (December 1985), p. 474+
- Moore; Leonard J. Citizen Klansmen: The Ku Klux Klan in Indiana, 1921-1928 University of North Carolina Press, 1991
- E. R. Norman, Anti-Catholicism in Victorian England (1968).D. G. Paz, "Popular Anti-Catholicism in England, 1850-1851", Albion 11 (1979), 331-359.
- Carol Z. Wiener, "The Beleaguered Isle. A Study of Elizabethan and Early Jacobean Anti-Catholicism", Past and Present, 51 (1971), 27-62.

Wills, Garry. Under God 1990.

### Anticatholicisme en Allemagne, France et Italie
- Manuel Borutta: Antikatholizismus: Deutschland und Italien im Zeitalter der europäischen Kulturkämpfe. 2., durchgesehene Auflage. Vandenhoeck & Ruprecht, Göttingen 2011,  (ISBN 978-3-525-36849-7).
- Lisa Dittrich: Antiklerikalismus in Europa: Öffentlichkeit und Säkularisierung in Frankreich, Spanien und Deutschland (1848–1914). Vandenhoeck & Ruprecht, Göttingen 2014,  (ISBN 978-3-6473-1023-7), S. 14
- L'Église au risque de l'Histoire, Jean Dumont
- Pie XII et la Seconde Guerre mondiale, Pierre Blet, Éditions Tempus